# Dennis Hadžikadunić
Dennis Hadžikadunić, né le 9 juillet 1998, est un footballeur bosnien. Il évolue au poste de défenseur central avec le FK Rostov.

## Biographie
Il était capitaine de la sélection suédoise des moins de 17 ans.
Dennis Hadžikadunić signe un contrat d'apprenti avec le Malmö FF en date du 10 octobre 2016. Le 30 octobre 2016, il fait ses débuts contre le Gefle IF, en remplaçant Kári Árnason blessé à 24 minutes du terme de la rencontre.

## Palmarès
Malmö FF
- Champion de Suède (2)
  - Champion : 2016 et 2017

- Svenska Cupen (1) 
  - Vainqueur de la 2021-2022